# Distretti congressuali dell'Oregon

Distretti congressuali dell'Oregon

Lo Stato dell'Oregon è diviso in 6 distretti congressuali, ognuno rappresentato da un delegato alla Camera dei rappresentanti degli Stati Uniti.
I distretti sono attualmente rappresentati al 119º Congresso degli Stati Uniti d'America da 5 democratici e da 1 repubblicano.

## Distretti e rispettivi rappresentanti
| Distretto | Rappresentante   | Partito      | CPVI | In carica dal   | Mappa del distretto |
| --------- | ---------------- | ------------ | ---- | --------------- | ------------------- |
| 1°        | Suzanne Bonamici | Democratico  | D+20 | 31 gennaio 2012 |                     |
| 2°        | Cliff Bentz      | Repubblicano | R+14 | 3 gennaio 2021  |                     |
| 3°        | Maxine Dexter    | Democratico  | D+24 | 3 gennaio 2025  |                     |
| 4°        | Val Hoyle        | Democratico  | D+6  | 3 gennaio 2023  |                     |
| 5°        | Janelle Bynum    | Democratico  | D+4  | 3 gennaio 2025  |                     |
| 6°        | Andrea Salinas   | Democratico  | D+6  | 3 gennaio 2023  |                     |

## Cronologia delle configurazioni
Le tabelle riportano le mappe dei confini dei distretti congressuali dello stato dell'Oregon, presentati in maniera cronologica. Vengono mostrati tutti i cicli di modifica periodica dei distretti dal 1973 ad oggi.
| Anno      | Cartina dello stato |
| --------- | ------------------- |
| 1973–1982 |                     |
| 1983–1992 |                     |
| 1993–2002 |                     |
| 2003–2013 |                     |
| 2013–2023 |                     |
| Dal 2023  |                     |

## Distretti obsoleti
- Distretto congressuale at-large dell'Oregon
- Distretto congressuale at-large del Territorio dell'Oregon